# Daniłowo (rejon komsomolski)
Daniłowo (ros. Данилово) – wieś (dieriewnia) w Rosji, w obwodzie iwanowskim, w rejonie komsomolskim. W 2021 liczyła 114 mieszkańców.